# Dolly (cinéma)
Pour les articles homonymes, voir Dolly.
Un dolly est un terme anglais, passé dans le langage technique cinématographique, pour désigner un support de caméra sur roues ou rails permettant de réaliser, lors d'une prise de vues cinématographique, un travelling sans à-coups. Le mouvement du dolly est exécuté par un machiniste. Il existe différents types de roulement : les dollies sur rails et les dollies sur roues. Mais les modèles les plus évolués permettent indifféremment les deux types de roulement.

## Dolly sur rails

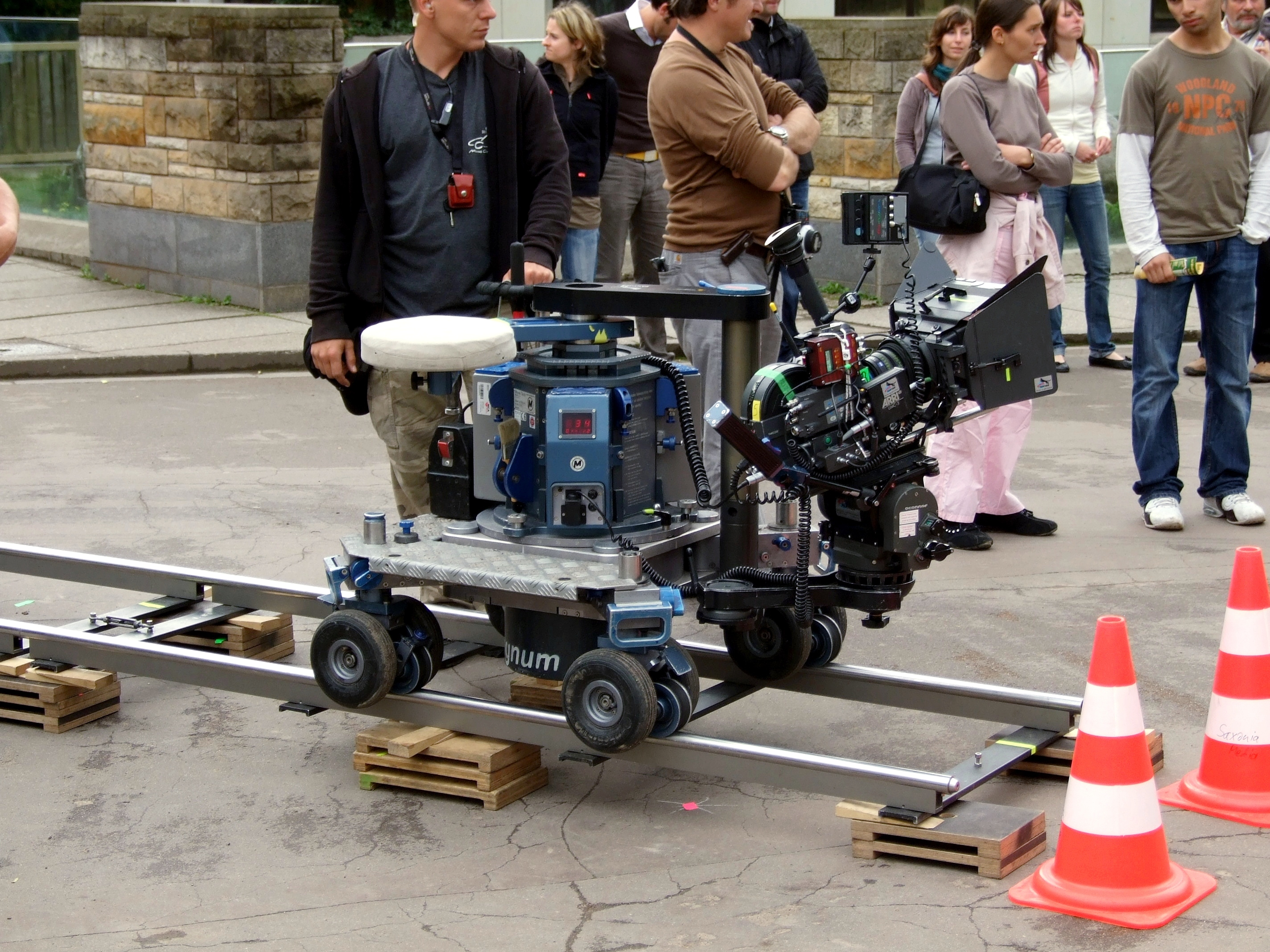
Un Magnum sur rails lors d'un tournage à Leipzig.

Cette catégorie comprend les dollies les plus lourds. Ce sont des engins de roulement très perfectionnés, avec quatre paires de bogies. Les marques les plus connues sont Fischer, Chapman-Leonard, Movietech ou Panther. Touts ces dollies sont également équipés de roues en gomme dure pour rouler sur un sol uniforme. Les mouvements sont beaucoup plus précis sur rail de travelling, mais ils offrent moins de liberté de déplacement.
L'écartement entre les deux rangées de bogies est habituellement de 62 cm (standard européen d'écartement des rails), ce qui en fait des dollies très compactes en largeur.

### Rails
Les rails sont en aluminium, métal léger, ce qui les rend facile à transporter et déplacer. Selon le loueur, ils sont de longueurs différentes, ainsi on peut assembler des rails de 2 mètres, 1 m et 0,5 m entre eux. Les rails droits sont très économiques, les rails courbes sont un peu plus chers. Ces derniers existent en différents rayons et différents angles (30° ou 60°).

## Dolly sur roues

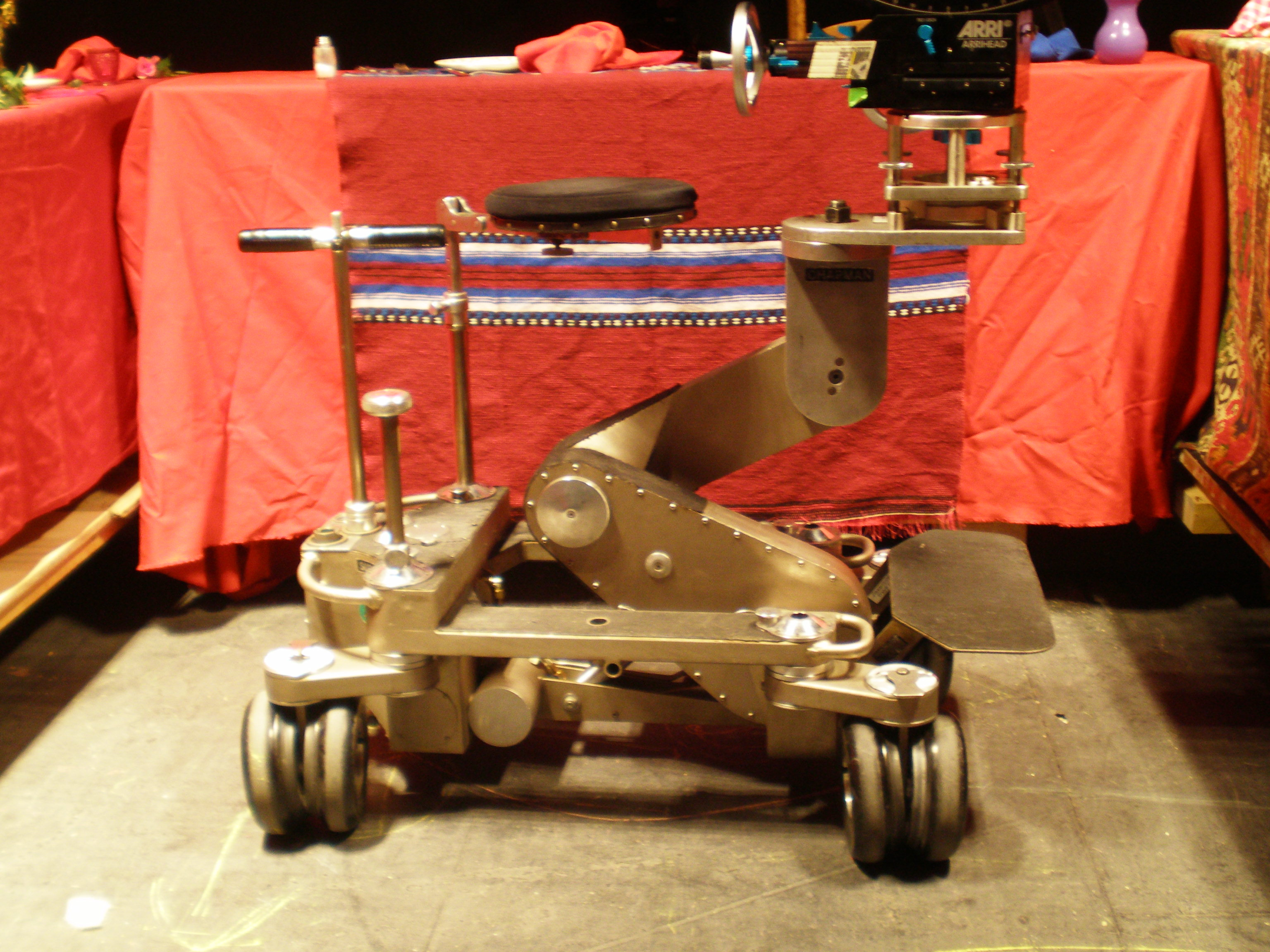
Un Pee Wee sur roues, en studio

Cette catégorie s'étend des dollies légers composés d'un plateau léger et de quatre roues pneumatiques aux dollies plus lourds, avec des roues en gomme dure. Les pneumatiques permettent de rouler librement sur le sol en décor naturel, sans installer de rails. Les roues en gomme dure sont avant tout destinées aux studios, où le sol est très plat, ou alors quand les machinistes ont au préalable installé des plaques de roulement.

## Montée ou descente de la caméra
Les dollies de long métrage sont souvent capables de montées ou de descentes de la caméra pendant la prise de vue, grâce à une colonne silencieuse. Ces colonnes sont actionnées soit par un moteur électrique, soit par pression hydraulique (avec un moteur de compression qui recharge la colonne en dehors des prises). Le débattement de ces colonnes est limité à environ 80 à 140 cm selon les modèles.